# Christian Vélot
«  Vélot » redirige ici. Pour l’article homophone, voir Vélo.
Cet article possède un paronyme, voir Velot.
Christian Vélot, né le 14 février 1964 à Parennes dans la Sarthe, est un biologiste français militant contre les OGM.
Il fait l'objet de controverses pour ses prises de position sur les vaccins contre la Covid-19.

## Biographie
Issu d’une famille de paysans sarthois, Christian Vélot est le neuvième enfant d’une fratrie de dix.
Docteur en biologie, il est particulièrement impliqué dans le débat sur les organismes génétiquement modifiés (OGM), et anime des conférences de vulgarisation. 
À partir de 2004[réf. souhaitée], Christian Vélot est maître de conférences en génétique moléculaire à l'université Paris-Sud et responsable d'une équipe de recherche à l'Institut de génétique et microbiologie d'Orsay. En 2007, après plusieurs avertissements de sa direction qui lui reproche d'impliquer son institution dans ses prises de position publiques sur les OGM, tandis que le CNRS lui reproche une trop faible productivité scientifique, il lui est annoncé que le contrat de son équipe au sein de l'Institut de génétique et microbiologie d'Orsay, qui arrive à échéance en 2010, ne sera pas renouvelé,. 
Il est candidat sur une liste Europe Écologie Les Verts dans les Yvelines lors des élections régionales de 2010, puis sur les listes d'Union de la gauche au second tour. Il n'est pas élu mais lorsque Françoise Descamps-Crosnier est élue députée et démissionne de son mandat de conseillère régionale, Christian Vélot lui succède. Il est ainsi conseiller régional d'Île-de-France de 2012 à 2015[source insuffisante].

## Prises de position

### Sur les OGM
Christian Vélot explique ne pas être un opposant de principe aux OGM dans la mesure où il accepte et utilise ceux qui sont confinés en laboratoire dans le cadre de la recherche fondamentale et médicale. Il refuse en revanche les OGM mis au point dans une perspective d'utilisation en milieu ouvert, estimant que « Ce sont des technologies totalement aléatoires. Nous ne maîtrisons rien ».
Il est appelé comme témoin de la défense lors de plusieurs procès de faucheurs volontaires dont José Bové.

### Sur les vaccins contre la Covid-19
En 2020, dans le contexte de la pandémie de Covid-19, le Christian Vélot attire l'attention du grand public sur d'hypothétiques dangers attribués à certains vaccins, en mêlant dans ses propos des thèses sur la toxicité des adjuvants ou sur le risque de modification du génome humain ; il s'oppose alors à l'idée d'une vaccination de masse par des vaccins à ARN messager. Ses prises de position sont contestées par Alain Fischer, président du Conseil d'orientation de la stratégie vaccinale, professeur au Collège de France, qui « [démonte] les nombreuses insinuations et contrevérités grossières » contenues dans le document publié par Christian Vélot, et par d'autres spécialistes du sujet,.
En décembre 2020, apparait le site internet « ViteMadose.fr », un site imitant l'adresse de l'outil mis en ligne par Guillaume Rozier (« ViteMadose.CovidTracker.fr »), sur lequel figure une vidéo de Christian Vélot où il renouvelle ses propos sur les vaccins contre la Covid-19,.
Le 29 juin 2021, le site complotiste FranceSoir publie un long entretien avec Christian Vélot à propos des vaccins à ARN. Le mois suivant, l'AFP publie un article de vérification des faits à propos de cet entretien. L'article dénonce les erreurs contenues dans cet entretien, à propos notamment de la résistance des virus aux vaccins, la pression de sélection de la vaccination et une hypothétique recombinaison virale avec l'ARN messager des vaccins.

## Publications
- Christian Vélot, OGM : Tout s'explique, Athée, Goutte de sable, 2009, 239 p. (ISBN 978-2-917904-01-5)
- Christian Vélot, OGM, un choix de société, éditions de l'Aube, 2010